# کرووو
کرووو (به لهستانی:  Kryłów) یک روستا در لهستان است که در گمینا میرچه واقع شده‌است. کرووو ۳۶۵ نفر جمعیت دارد.